# Heteropanax
Heteropanax là chi thực vật có hoa trong họ Araliaceae.